# Clube de Futebol Os Balantas
Clube de Futebol Os Balantas é um clube de futebol de Guiné-Bissau com sede na cidade de Mansôa e uma filial do Clube de Futebol "Os Belenenses" de Portugal.
Suas cores são azul e branco, e manda as suas partidas no Estádio Corca Sow, cuja capacidade é de 3.000 lugares.
Tornou-se o primeiro clube campeão de Guiné-Bissau após a independência do país em relação a Portugal.

## Títulos
- Campeonato Nacional da Guiné-Bissau: 4

1975, 2006, 2009,2013
- SuperTaça Nacional da Guiné-Bissau: 1

2006